# Nusaybin
Nusaybin (também chamada Nísibis ou Nisibin) é uma cidade localizada na província de Mardin, na Turquia. Em 2010 tinha 85 498 habitantes.

## História
A cidade tem uma história de mais de 2 500 anos, sendo mencionada pela primeira vez em 901 a.C., sob a forma Naxibina (acadiano: Naşibīna), quando nessa época a cidade fazia parte de um reino arameu que foi capturado pelo rei assírio Adadenirari II em 896 a.C.. Na era seguinte, a cidade esteve sob o domínio do Segundo Império Babilônico, depois caiu diante do Império Aquemênida e depois pelos exércitos de Alexandre Magno em 332 a.C..
Quando o império de Alexandre foi dividido, a cidade ficou sob o controle dos selêucidas que chamaram a cidade pelo nome de Antioquia Migdônia (em grego: Αντιόχεια της Μυγδονίας). A cidade foi capturada várias vezes na era romana. Uma delas foi a de Lúculo, após um cerco do irmão do rei armênio Tigranes, o Grande (r. 95–55 a.C.) (Dião Cássio, XXXV,6,7) e capturada novamente por Trajano (r. 98–117) em 115 d.C. quando ela a denominou Pártico. Em seguida, perdeu e recuperou a cidade para os judeus durante a guerra de Kitos. Foi perdida em 194, mas depois foi reconquistada por Septímio Severo (r. 193–211). 
Com a ascensão do Império Sassânida, o xá Sapor I (r. 240–270) conquistou Nísibis, foi expulso, e retornou no 260. Em 298, por um tratado com Narses (r. 293–302), a província de Nísibis foi adquirida pelo Império Romano. Em 363, a cidade foi cedida de volta aos persas após a derrota do imperador romano Juliano, o Apóstata (r. 361–363). Os cidadãos que viviam na cidade foram evacuados em três dias para uma cidade relativamente perto de Nísibis, Amida (atual Diarbaquir). Nísibis teve um bispo assírio cristão, Babu (morreu em 309).
Uma nova guerra foi iniciada em 337 por Sapor II (r. 309–379), que sitiou a cidade em 338, 346 e 350, quando Jacó de Nísibis, o sucessor de Babu, foi seu bispo. Nísibis era a casa de Efrém, o Sírio, que permaneceu até sua rendição aos persas em 363 por Joviano (r. 363–364). A cidade tinha uma faculdade de teologia, filosofia e medicina, chamada de Escola de Nísibis, que depois foi fechada quando a cidade foi cedida aos persas. A escola da cidade se tornou um centro do cristianismo nestoriano, até que foi encerrada em 489 pelo arcebispo Ciro.
No século VII, a região de Nísibis foi conquistada por Cosroes II (r. 590–628). O imperador bizantino Heráclio (r. 610–641) iniciou uma guerra de reconquista e, em 629, reconquistou vastas regiões perdidas pelo Império Bizantino, incluindo Nísibis. Só que essa guerra enfraqueceu tanto o bizantino quanto sassânidas. Aproveitando-se dessa situação, os árabes, comandados por Omar, conquistaram o Oriente Médio bizantino (com a exceção da Anatólia) e puseram um fim ao domínio romano sobre a região. Em 1515, o sultão Selim I (r. 1512–1520) capturou Nísibis e a transformou em cidade do Império Otomano.

## História contemporânea
A moderna cidade de Nísibis faz parte da República da Turquia, sendo que seu prefeito atual é Ayse Gökkan.

## Clima
Nusyabin possui um clima semi-árido com verões quentes e invernos geralmente frios. A precipitação pluviométrica na cidade é geralmente pequena.

## Geografia
Nusaybin localiza-se junto a fronteira com a Síria, de frente para a cidade de Al-qamishli. O rio Jaghjagh flui através de ambas as cidades. A cidade têm o total de 825 quilômetros quadrados, com uma elevação de 0 m.

## Transporte
Nusaybin é servida pela rodovia E90 e outras estradas para cidades vizinhas. A cidade possui a estação ferroviária de Nusaybin, que é servida por dois trens ao dia. O aeroporto mais próximo é o Aeroporto Kamishly cinco quilômetros ao sul de Nusaybin, localizada em Al Qamishli na Síria. O aeroporto turco mais próximo é o Aeroporto de Mardin, 55 km a noroeste de Nusaybin.

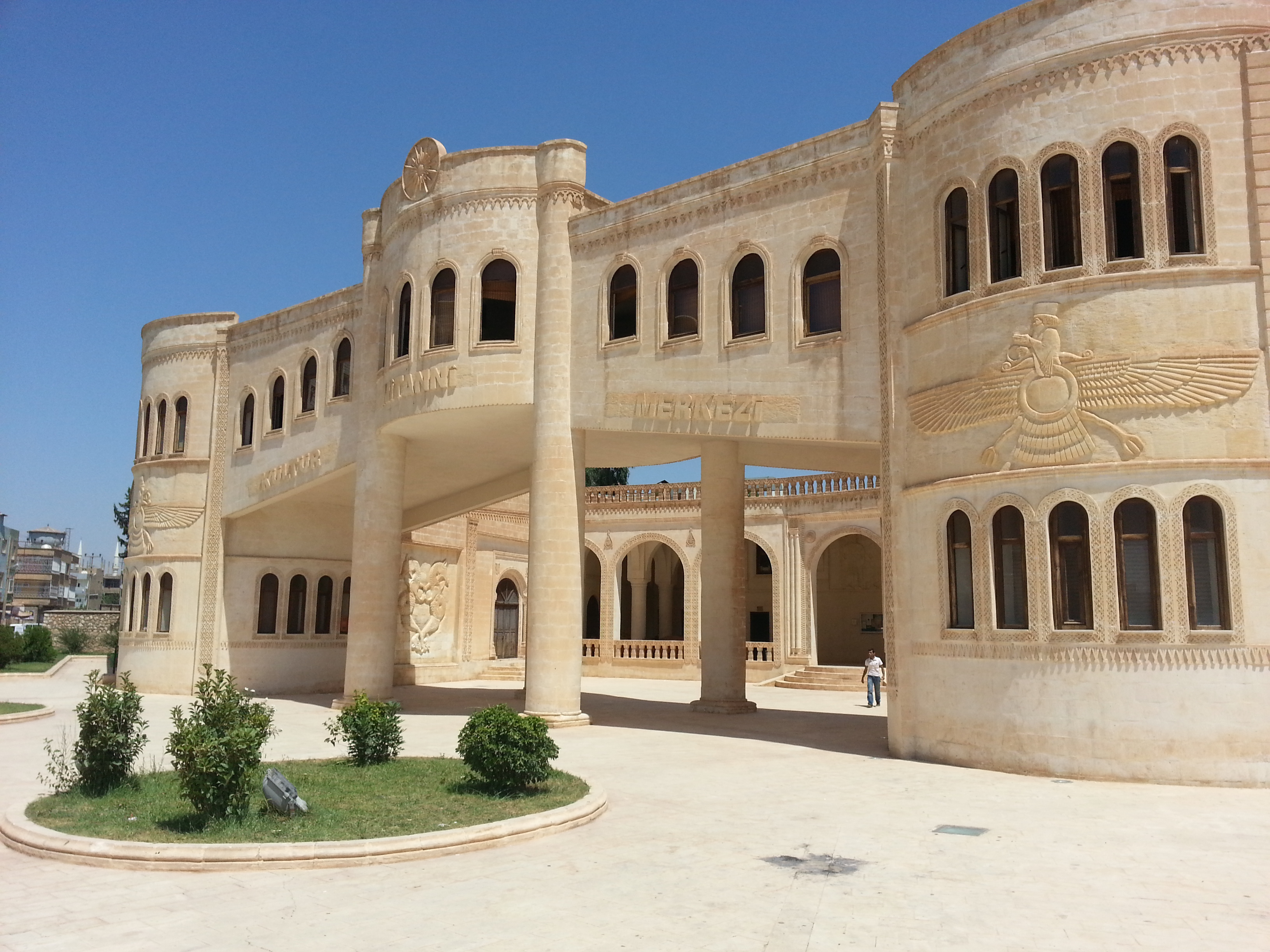
Mitani
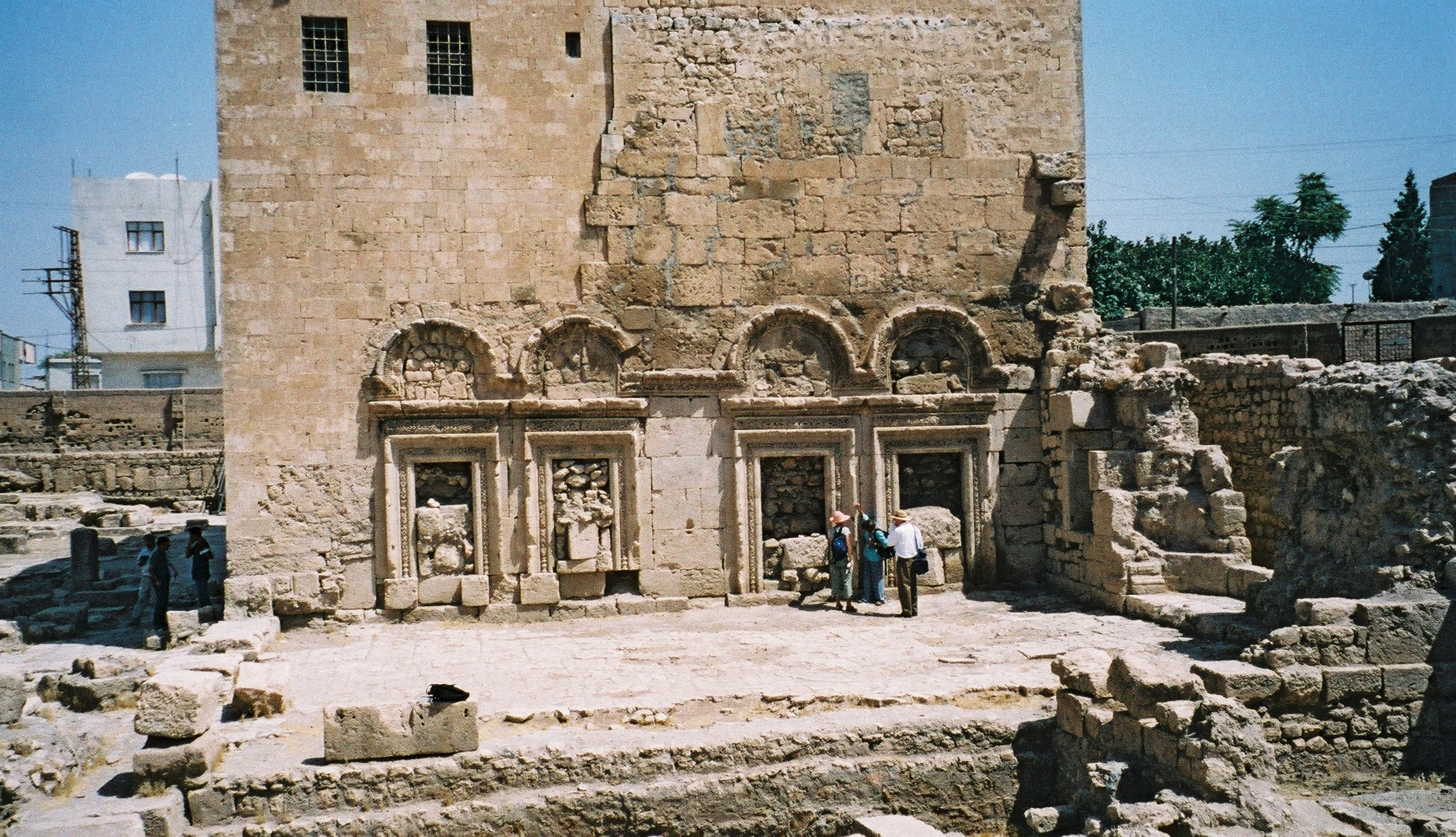
Escavações na Igreja de São Jacó
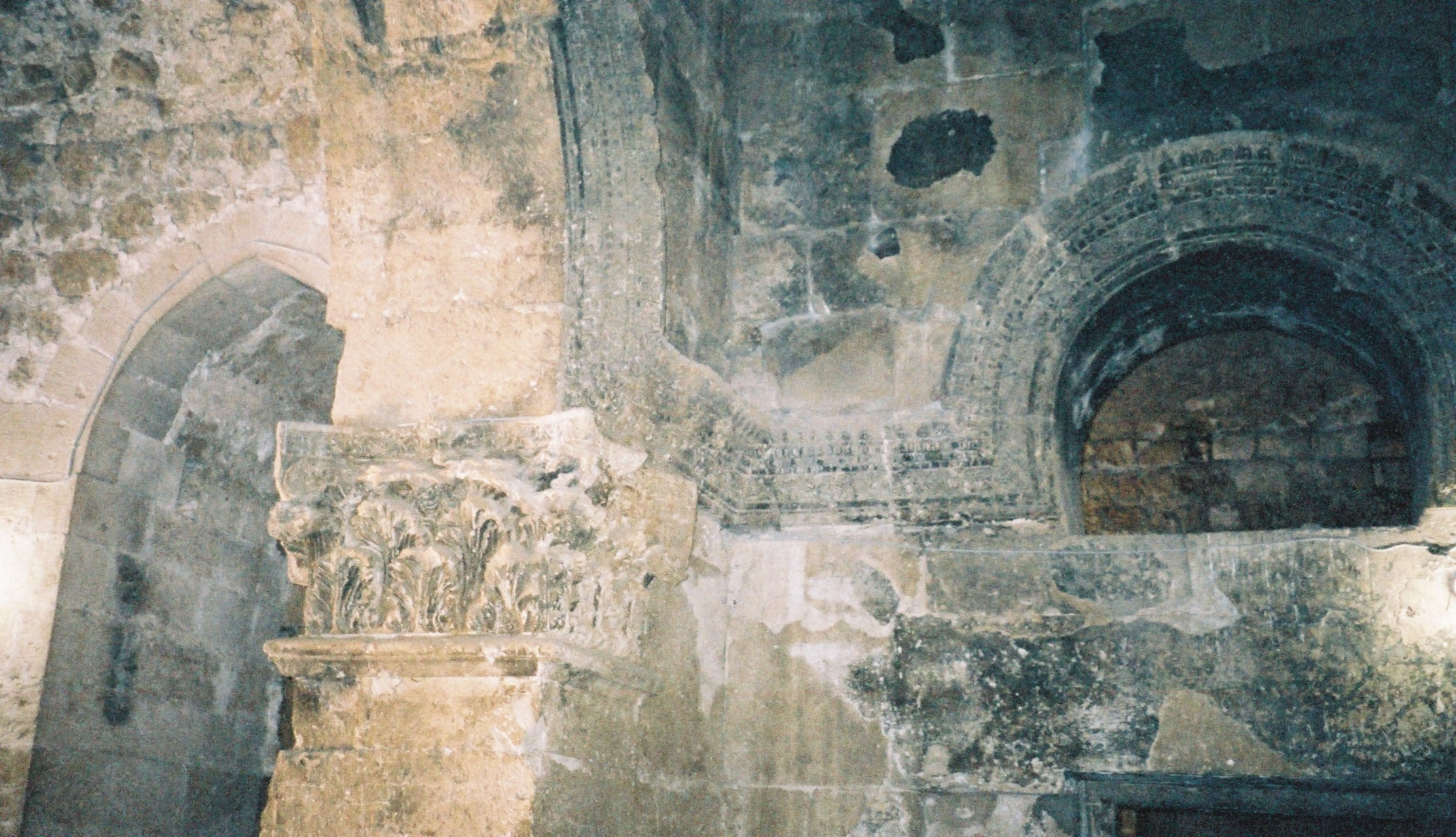
Interior da Igreja